# Шестун, Фроим Срулевич
Фро́им Сру́левич Шесту́н (ивр. אפרים שסטון‎; 17 февраля 1930, Литин, Винницкая область, УССР — 29 января 2020, Димона, Израиль) — советский активист еврейского движения, узник Сиона, музыкант.

## Биография
Родился в украинском местечке Литин Винницкой области 17 февраля 1930 года в семье рабочего, Шестуна Израиля Мордковича, и домохозяйки, Шестун Любы Фроимовны. В детстве переехал с родителями и сестрой Розалией в Винницу, где отец нашел работу на хлебозаводе. До Второй мировой войны начал учиться в Винницкой музыкальной школе № 1 по классу скрипки у Ефима Григорьевича Брондза, ученика народного артиста Украинской ССР Петра Столярского. С 1941 по 1945 год — в эвакуации в Пятигорске и Ташкенте. Окончив в 1947 году музыкальную школу в Виннице, поступил во Львовское музыкальное училище.
Когда в сентябре 1948 года в Москву прибыла первый посланник государства Израиль в Советском Союзе Голда Меир, Фроим Шестун загорелся идеей уехать в Израиль. Вместе с Михаила Шильцем, Феликсом Бергером, Леонидом Резниковым, Измаилом Драком и другими учащимися и студентами г. Львова создал нелегальную организацию «Союз еврейской молодежи» («СЕМ»). «Союз еврейской молодежи» провозгласил своей целью добиваться разрешения на выезд в Израиль для борьбы за жизнь еврейского государства. Участниками организации было решено, что каждый из активистов должен входить в группу из трех человек и председателя. Внутри этой «ячейки» планировалось пропагандировать еврейскую историю, иврит и всячески следить за политическим положением молодого еврейского государства.
Вместе с другими членами организации арестован весной 1949 года УМГБ Львовской области и в июле того же года осужден Особым совещанием при НКВД СССР на 10 лет исправительно-трудовых лагерей. Срок заключения отбывал в Степлаге. Находился на общих работах, строительстве железной дороги, затем — музыкант лагерного оркестра и цирюльник. В 1951 году в Степлаге познакомился со скрипачом-виртуозом Александром Якуловым, с которым впоследствии дружил. В 1954 году, через 5 лет и 8 месяцев, был освобожден за недоказанностью преступления. После освобождения восстановился на учебе во Львовском музыкальном училище, которое окончил экстерном в 1957 году.
Впоследствии работал на музыкально-педагогическом факультете Винницкого государственного педагогического института, параллельно выполняя роль концертмейстера оркестра Винницкого музыкально-драматического театра и музыкального коллектива 45-го экспериментального механического завода. В середине 1970-х он получил должность заведующего струнным отделом Винницкой детской музыкальной школы № 1. Среди его учеников: скрипичный мастера и преподавателя А. Сергиенко, концертмейстера театра оперы и балета в Красноярске В. Покотылюк, И. Горин из симфонического оркестра в Филадельфии, Л. Страхова из камерного ансамбля в итальянском городе Риволи и многие другие.
С 1990 года в Израиле. В 1994 году Фроим Шестун получил звание «Узник Сиона» и стал ведущим скрипачем камерного ансамбля «Камерата-Димона». Скончался 29 января 2020 года в израильском городе Димоне.